# 來福招財貓節
來福招財貓節（日语：来る福招き猫まつり）是日本的節日，主要在每年9月29日舉行，分別於三重縣伊勢市、愛知縣瀨戶市、長崎縣島原市舉行。活動期間會舉辦許多活動，銷售招財貓相關商品。

## 由來
招財貓節的由來是取自「くる(9)ふ(2)く(9)」的諧音，於是日本招財貓俱樂部便將此日訂為招財貓日。 

## 各地活動

### 愛知縣
名古屋以燒製陶器聞名，而日本生產的陶瓷招財貓多產自名古屋，所以這裡也有「招財貓的故鄉」之一美名。
在常滑市也有一條招財貓大道。

### 三重縣
在御蔭橫丁入口有一座招財貓石像，街上更是有許多專門賣招財貓的店。

## 外部連結
- 橫丁和商店貓 - 伊勢內宮前，伊勢內宮前，伊勢內宮前，由於 (okageyokocho.com) （页面存档备份，存于）
- 來福招財貓節in瀨戶|旅遊景點| | AichiNow-愛知旅遊官方網站 (aichi-now.jp) （页面存档备份，存于）